# Gruppo operativo-tattico "Soledar"
Il Gruppo operativo-tattico "Soledar" (in ucraino Оперативно-тактичне угруповання «Соледар»?, Operatyvno-taktyčne uhrupovannja «Soledar», OTU "Soledar") era una formazione delle Forze terrestri ucraine, costituita durante l'invasione russa dell'Ucraina del 2022 e facente parte del Gruppo operativo-strategico "Chortycja", responsabile del settore della città di Bachmut.

## Storia
In seguito allo scoppio dell'invasione su vasta scala dell'Ucraina da parte della Russia l'esercito ucraino ha subito una rapida e importante espansione, costituendo 4 cosiddetti "gruppi operativi-strategici" per supervisionare le operazioni di combattimento, i quali a loro volta comprendono diversi gruppi tattici creati ad hoc per settori particolari del fronte. Il Gruppo "Soledar", costituito inizialmente per la difesa dell'omonima cittadina nell'estate del 2022, ha in seguito gestito le truppe impiegate nella lunga battaglia di Bachmut fino alla sua caduta nel maggio 2023. Nei mesi successivi alcune unità ucraine hanno effettuato una controffensiva a sud della città, mentre a partire da ottobre le forze russe hanno a loro volta contrattaccato, spingendosi fino alla periferia di Časiv Jar nella primavera del 2024.
Il 1º aprile 2024 il Gruppo "Soledar" è stato sciolto, venendo sostituito nello stesso settore dal Gruppo operativo-tattico "Časiv Jar".

## Comandanti
- Brigadier generale Artem Bohomolov (2023 - febbraio 2024)[8]